# Raúl Piacenza
Raúl Leoncio Piacenza (1916-2012) fue un político argentino.

## Datos biográficos
Nació el 12 de septiembre de 1916.
Para 1946 ya estaba relacionado al Partido Laborista desde su tarea sindical en la ciudad de Córdoba. Luego, trasladado a la ciudad de San Francisco, donde trabajó en un negocio y, con la directiva desde el partido de iniciar actividades gremiales, ingresó al Sindicato de Empleados de Comercio.
Tras los sucesos del 17 de octubre de 1945 fue nombrado subsecretario del sindicato y, en 1946, secretario general del mismo, puesto que ocupó hasta 1955. 
Del laborismo pasó al Partido Peronista, al cual aquél dio origen junto a otras fuerzas. En 1951 Piacenza fue electo diputado provincial. Tres años después, fue designado como presidente de la Cámara de Diputados de la provincia de Córdoba. Dicho cuerpo, por una disposición transitoria de la reforma a la constitución provincial en 1949, sesionaba como Concejo Deliberante de la capital, también con Piacenza como presidente.
En noviembre de 1954 el intendente municipal de la ciudad de Córdoba, Manuel Martín Federico, presentó su renuncia. Piacenza, en carácter de presidente del cuerpo, se hizo cargo provisionalmente de la intendencia el día 17. Desempeñó esas funciones hasta el 3 de diciembre cuando asumió Leonardo Obeid como nuevo intendente.
El 16 de septiembre de 1955 se produce el golpe de Estado que instala en el poder la dictadura autodenominada Revolución Libertadora y que ordena la disolución de la legislatura por decreto, con lo cual Piacenza abandonó su banca de diputado.